# Brixham
Brixham è una cittadina di 17 457 abitanti della contea del Devon, in Inghilterra.